# بيزييه
بيزييه أو بَزَارِش أو بدارس (بالفرنسية: Béziers)‏ مدينة تقع في مقاطعة لنكدوك-روسيون جنوب فرنسا.

## توأمة
لبيزييه اتفاقيات توأمة مع كل من:
- إسبانيا: مدينة تشايكلانا دي لا فرونتيرا
- ألمانيا: مدينة هايلبرون (1965 - )
- المملكة المتحدة: مدينة ستوكبورت
- سوريا: مدينة معلولا
- روسيا: مدينة ستافروبول (1982 - )[10]

## أعلام
- جاك كانتوني
- ريشارد جاسكيه
- أشيل فيليب
- روجر بيوفراند
- جيري كولينز